# Port franc

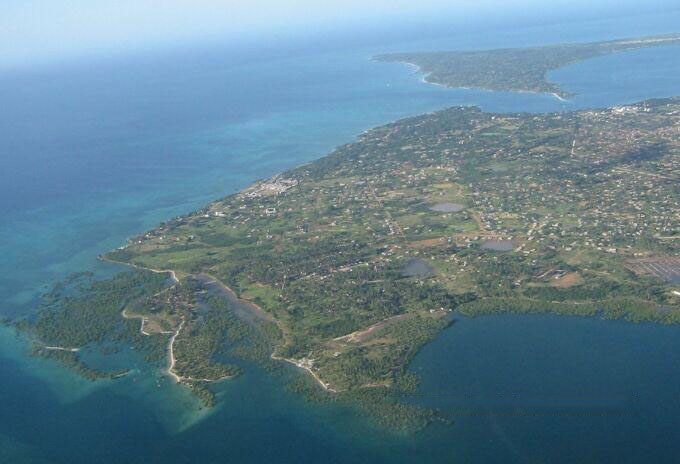
Mtwara (Tanzanie).

Un port franc est une zone franche (à l'origine portuaire, d'où son nom) non soumise au service des douanes, où sont implantées des usines, dont les marchandises fabriquées sont toutes exportées, ou des entrepôts. Utilisés auparavant dans le commerce international pour assurer le stockage temporaire de marchandises en transit, ils sont à présent utilisés pour le stockage à long terme, voire permanent, d'œuvres d’art, antiquités, voitures, bijoux ou grands crus vinicoles.

## Histoire des ports francs
Dès l'Antiquité, certains États ont voulu favoriser les activités de commerce en autorisant les marchandises destinées à d'autres contrées à transiter dans leurs ports sans être frappées par les mêmes taxes que les produits destinés au marché intérieur. Au IIe siècle av. J.-C., l'île grecque de Delos devint vite grâce à des privilèges un centre international d'entreposage et de négoce pour toute la Méditerranée.
Au Moyen Âge, la formule se développe et profite à des ports comme Marseille, Gênes, Venise et Hambourg. En Italie, Livourne était un port franc dès le XVIe siècle.
Au XIXe siècle, les ports francs s'internationalisent en Asie du Sud-Est, avec Singapour, Hong Kong et Colón à l'entrée du canal de Panama.
Dans les années 2010, les ports-francs se développent en lien avec les aéroports d'Europe occidentale. A mesure que des paradis fiscaux comme la Suisse ou le Luxembourg modifient leurs législation concernant le secret bancaire afin d'offrir des services de dépôts d'objets précieux à l'écart des taxes. Certains de ces entrepôts servent notamment à la spéculation sur le marché de l'art et sont considérés comme la plus grande concentration d'oeuvres d'art de grande valeur du monde,,.

## Controverse
Créés à l’origine pour entreposer des céréales, puis des tapis de luxe ou des voitures japonaises, ils sont maintenant des lieux pour présenter des œuvres d'art en toute confidentialité et hors douane avec des surfaces de plus en plus grandes :
- 30 000 m2 de terrain à Singapour
- 50 000 m2 à Genève
- 70 000 m2 pour Pékin

Ces coffres-forts sont critiqués pour leur opacité : les objets sont introduits en franchise de droits de douane et de TVA. Les achats, ventes effectuées à l'intérieur sont exemptes de TVA, ce qui intéresse les spéculateurs. Tant que l'œuvre ne sort pas du port franc, elle n'est pas taxée. De plus, si un propriétaire veut prêter un tableau pour une exposition, il peut le faire sans avoir à régler la TVA, alors même que ce prêt lui apportera une visibilité et ajoutera de la valeur à son œuvre.
À la suite des attentats qui ont frappé Paris en novembre 2015, le président français, François Hollande, souligne le rôle des ports francs dans le financement du terrorisme : « En ce moment même, l’organisation terroriste Daesh délivre des permis de fouille, prélève des taxes sur les biens qui vont ensuite alimenter le marché noir mondial, transitant par des ports francs qui sont des havres pour le recel et le blanchiment, y compris en Europe. »

## Ports francs ou ports avec zone franche par continents et par pays ou territoires

### Afrique

#### CeutaetMelilla
Elles ne sont pas des ports francs ou des zones franches car ces enclaves espagnoles ne font pas partie de l'Union européenne en ce qui concerne les douanes.

#### Égypte
- Port-Saïd
- Terminal à conteneurs du canal de Suez

#### Érythrée
- Massaoua
- Assab

#### Maroc
- Tanger Exportation Free Zone

#### Île Maurice
- Port franc de Port-Louis

#### Soudan
- Port-Soudan

### Amérique

#### Argentine
- Zone Franche de La Plata

#### Bermudes
- Port franc d'Hamilton

#### Brésil
- Zone Franche de Manaus

#### Chili
- Iquique

#### République dominicaine
- Mega Port de Punta Caucedo

#### Nicaragua
- Port franc de Managua

#### Panama
- Colón

#### Saint-Barthélemy
- Port franc de Gustavia dans la collectivité d'outre-mer Française de Saint-Barthélemy.

#### Uruguay
- Zone franche de l'aéroport international de Carrasco
- Zone franche de Montevideo
- Zone franche Colonia

#### Venezuela
- Port franc de l'île Margarita (Puerto Libre de Margarita)
- Port franc de la péninsule de Paraguaná (Zona Franca de la Península de Paraguaná)

### Asie

#### Bahreïn
- Manama

#### Chine
- Hong Kong
- Macao
- Shanghai
- Dalian[8]

#### Iran
- Qeshm
- Chabahar
- Kish
- Zone économique spéciale pour l'énergie de Pars (PSEEZ) à Assalouyeh
- Arvand

#### Israël
- Eilat

#### Japon
- Nagasaki
- Niigata

#### Liban
- Beyrouth

#### Malaisie
- Penang jusqu'en 1969

#### Pakistan
- Gwadar

#### Philippines
- Base navale de Subic Bay
- Zone économique et port franc de Zamboanga
- Port franc de Clark Air Base
- Bataan Export Processing Zone à Mariveles

#### Singapour
- Singapour

#### Corée du Sud
- Incheon
- Pusan
- Gwangyang

#### Taïwan
- Keelung zone franche
- Taipei zone franche
- Taichung zone franche
- Kaohsiung zone franche
- Taoyuan Air Cargo Park zone franche

#### Turquie
- Mersin

#### Émirats arabes unis
- Fujairah Creative City
- Dubai Internet City
- Dubai Media City
- Dubai Studio City
- International Media and Production Zone
- Dubai Knowledge Village
- Dubai Healthcare City
- Dubai International Financial Center
- DuBiotech
- Dubai Outsource Zone
- Jebel Ali Free Zone
- RAK Media City
- RAK IT Park
- Ras Al Khaimah Free Trade Zone

### Europe

#### Allemagne
- Port franc de Brême (Freihafen Bremen)
- Port franc de Bremerhaven (Freihafen Bremerhaven)
- Port franc de Emden (Freihafen Emden)
- Port franc de Kiel (Freihafen Kiel)
- Port franc de Cuxhaven (Freihafen Cuxhaven)
- Port franc de Deggendorf (Freihafen Deggendorf)
- Port franc de Duisbourg (Freihafen Duisburg)

#### Autriche
- Linz (port sur le Danube)
- Vienne (port sur le Danube)

#### Biélorussie
- Brest
- Hrodna

#### Croatie
- Rijeka, 1723

#### Danemark
- Port franc de Copenhague (Københavns Frihavn)

#### Espagne
- Zone franche de Barcelone (Zona franca de Barcelona)
- Zone franche de Cadix (Zona franca de Cádiz)
- Zone franche de Vigo (Zona franca de Vigo)
- Zone franche de Las Palmas de Gran Canaria (Zona franca de Las Palmas de Gran Canaria)

#### Finlande
- Port franc de Lappeenranta (Lappeenrannan Vapaa-alue)
- Port franc de Hanko (Hangon Vapaasatama)

#### France
- Zone franche du port du Verdon - Port de Bordeaux (Zone franche du Verdon — Port de Bordeaux)
- Zone franche du port de Bordeaux
- Port franc de Gustavia situé aux caraïbes

#### Géorgie
- République autonome d'Adjarie
- Batoumi, 1878-1886

#### Grèce
- Zone franche du Pirée
- Zone franche de Thessalonique
- Zone franche de Heraklion

#### Irlande
- Port franc de Ringaskiddy
- Zone franche de Shannon

#### Île de Man
- Aéroport du Ronaldsway (Ballasala)

#### Italie
- Port franc d'Ancône, 1532[9] et 1733[10]
- Livourne, 1675-1860
- Port franc de Trieste (Porto franco di Trieste)
- Port franc de Venise (Porto franco di Venezia)

#### Lettonie
- Port franc de Riga
- Port franc de Ventspils

#### Lituanie
- Port franc de Klaipėda

#### Malte
- Malta Freeport - Troisième hub conteneurs de la Méditerranée

#### Portugal
- Port franc de Madère - Caniçal (Zona franca da Madeira - Caniçal)

#### Royaume-Uni
- Zone franche de Liverpool
- Zone franche de l'aéroport de Glasgow-Prestwick
- Zone franche de Southampton
- Zone franche de Tilbury
- Port de Sheerness
- Zone franche d'Humberside
- Zone franche de Londres Docklands

#### Russie
- Port de Nakhodka
- Port franc de Vladivostok, entre 1861 et 1909, puis depuis octobre 2015[11].

#### Suède
- Marstrand (1775-1794).

#### Suisse
- Port franc de Berne
- Port franc de Chavornay
- Port franc de Chiasso
- Port franc d'Embrach
- Port franc de Genève
- Port franc de Martigny
- Port franc de Sankt Margrethen
- Port franc de Vevey
- Port franc de l'aéroport international de Zurich

#### Ukraine
- Port franc de la zone franche d'Odessa de 1819-1858, puis à partir de 2000 pour 25 ans